# 令介讹遇
令介讹遇，西夏官员，夏惠宗时军事首领，党项族。
大安七年（1081年），令介讹遇为米脂守将。十月，宋军高永能包围米脂，惠宗母亲太后梁氏派遣梁永能率军来援，战于城下，夏军大败，令介讹遇据城坚守。启被北宋将领种谔秘密派遣间谍劝降，献出戎乐四十二人，种谔派人把他送到东京开封府。